# Narodni muzej Mongolije
Narodni muzej Mongolije (mongolsko Монголын Үндэсний музей), prej znan kot Narodni muzej mongolske zgodovine (mongolsko Монголын үндэсний түүхийн музей), je zgodovinski muzej, ki se osredotoča na mongolsko zgodovino in stoji v Čingelteiju v Ulan Batorju. Opredeljuje se kot »kulturna, znanstvena in izobraževalna organizacija, ki je odgovorna za zbiranje, skrb in interpretacijo predmetov«.

## Zgodovina
Začetki Narodnega muzeja Mongolije segajo v leto 1924, ko so se začele zbirati prve zbirke za narodni muzej. K zgodnjim zbirkam in razstavam muzeja so prispevali ruski znanstveniki, kot so Pjotr Kozlov, V. I. Lisovski, A. D. Simukov in ameriški raziskovalec Roy Chapman Andrews. V socialističnem obdobju so bile vse zbirke zgodovinske, etnografske, naravoslovne in paleontološke zbirke shranjene v stavbi Državnega centralnega muzeja, ki je bila zgrajena leta 1956.
Nova stavba, prvotno zgrajena kot Muzej revolucije leta 1971, je kmalu gostila pomembne dele mongolske kulturne dediščine in postala skladišče nacionalnih artefaktov. Razvila se je v kulturno in znanstveno izobraževalno organizacijo, odgovorno za zbiranje, skrb in interpretacijo razstavljenih predmetov. Po združitvi zgodovinskega, arheološkega in etnografskega oddelka je leta 1991 postal Narodni muzej.
Muzej se financira z vstopninami in vladnim financiranjem Ministrstva za izobraževanje, kulturo in znanost. Posamezne ali skupne razstave so bile večkrat organizirane v tujini, na primer v Nemčiji, na Japonskem, v ZDA, Koreji, na Norveškem, v Italiji, Indiji, na Nizozemskem, v Franciji in na Tajvanu. V letih 2002/03 je v ZDA skupaj z Muzejem arheologije in antropologije Univerze v Pensilvaniji potekala mednarodna razstava z naslovom Sodobna Mongolija - pogled nazaj na Džingiskana.

## Razstave
Razstave zajemajo prazgodovino, zgodovino predmongolskega cesarstva, Mongolsko cesarstvo, Mongolijo v času vladavine dinastije Čing, etnografijo in tradicionalno življenje ter zgodovino 20. stoletja. Etnografska zbirka ima pomembne eksponate tradicionalnih oblačil različnih mongolskih etničnih skupin in stekleničk za tobak. Večina eksponatov ima etikete v mongolščini in angleščini. Muzej vsako leto izda eno ali več izvodov interne revije s članki v mongolščini in tujih jezikih, vključno z ruščino in angleščino.

## Zbirke
Narodni muzej Mongolije je največji muzej v državi in hrani zbirko več kot 57.000 predmetov, povezanih z zgodovino Srednje Azije in zgodovino Mongolije od prazgodovine do konca 20. stoletja, del zbranih artefaktov pa je razstavljen v desetih razstavnih dvoranah. Ena zbirka ima pomembne eksponate tradicionalne obleke različnih mongolskih etničnih skupin.
Zgodovinska zbirka je razdeljena na tri področja: arheološko; srednjeveška zgodovina Mongolije; ter sodobni zgodovinski predmeti ter fotografije, posnetki in dokumenti.

## Galerija
Naslednji izbor slik prikazuje nekaj artefaktov iz zbirke Narodnega muzeja Mongolije:
- Zlati diadem iz 6.–8. stoletja
- Srebrni jelen iz 6.–8. stoletja
- Aristokratska mongolska noša iz 12.–14. stoletja
- Litoželezni kotel iz 13./14. stoletja
- Bronasta figura iz 19./20. stoletja
- Godalni instrument iz 19./20. stoletja